# Sant Jacme d'Ambur
Saint-Jacques-d'Ambur és un municipi francès situat al departament del Puèi Domat i a la regió d'Alvèrnia-Roine-Alps. L'any 2007 tenia 295 habitants.

## Demografia

### Població
El 2007 la població de fet de Saint-Jacques-d'Ambur era de 295 persones. Hi havia 112 famílies de les quals 28 eren unipersonals (12 homes vivint sols i 16 dones vivint soles), 52 parelles sense fills, 28 parelles amb fills i 4 famílies monoparentals amb fills.
La població ha evolucionat segons el següent gràfic:
Habitants censats

### Habitatges
El 2007 hi havia 211 habitatges, 126 eren l'habitatge principal de la família, 63 eren segones residències i 22 estaven desocupats. 207 eren cases i 3 eren apartaments. Dels 126 habitatges principals, 112 estaven ocupats pels seus propietaris, 7 estaven llogats i ocupats pels llogaters i 7 estaven cedits a títol gratuït; 6 tenien dues cambres, 16 en tenien tres, 30 en tenien quatre i 74 en tenien cinc o més. 96 habitatges disposaven pel capbaix d'una plaça de pàrquing. A 57 habitatges hi havia un automòbil i a 58 n'hi havia dos o més.

### Piràmide de població
La piràmide de població per edats i sexe el 2009 era:
| Homes | Edats   | Dones |
| ----- | ------- | ----- |
| 0     | 95 o +  | 0     |
| 0     | 90 a 94 | 0     |
| 4     | 85 a 89 | 4     |
| 4     | 80 a 84 | 0     |
| 0     | 75 a 79 | 12    |
| 8     | 70 a 74 | 16    |
| 20    | 65 a 69 | 8     |
| 8     | 60 a 64 | 20    |
| 4     | 55 a 59 | 12    |
| 8     | 50 a 54 | 4     |
| 28    | 45 a 49 | 20    |
| 0     | 40 a 44 | 4     |
| 16    | 35 a 39 | 4     |
| 8     | 30 a 34 | 16    |
| 8     | 25 a 29 | 12    |
| 8     | 20 a 24 | 4     |
| 12    | 15 a 19 | 16    |
| 0     | 10 a 14 | 16    |
| 8     | 5 a 9   | 12    |
| 8     | 0 a 4   | 0     |

## Economia
El 2007 la població en edat de treballar era de 169 persones, 127 eren actives i 42 eren inactives. De les 127 persones actives 114 estaven ocupades (58 homes i 56 dones) i 13 estaven aturades (4 homes i 9 dones). De les 42 persones inactives 9 estaven jubilades, 7 estaven estudiant i 26 estaven classificades com a «altres inactius».

### Ingressos
El 2009 a Saint-Jacques-d'Ambur hi havia 131 unitats fiscals que integraven 288,5 persones, la mediana anual d'ingressos fiscals per persona era de 15.507 €.

### Activitats econòmiques
Dels 12 establiments que hi havia el 2007, 1 era d'una empresa de fabricació d'altres productes industrials, 4 d'empreses de construcció, 6 d'empreses d'hostatgeria i restauració i 1 d'una empresa de serveis.
Dels 7 establiments de servei als particulars que hi havia el 2009, 1 era un taller de reparació d'automòbils i de material agrícola, 2 paletes, 1 electricista, 1 empresa de construcció i 2 restaurants.
L'any 2000 a Saint-Jacques-d'Ambur hi havia 22 explotacions agrícoles que ocupaven un total de 532 hectàrees.

## Equipaments sanitaris i escolars
El 2009 hi havia una escola elemental integrada dins d'un grup escolar amb les comunes properes formant una escola dispersa.

## Poblacions més properes
El següent diagrama mostra les poblacions més properes.